# Dolls,.ltd
株式会社Dolls（ドールズ）は、2007年に設立し、シューズを中心に、アクセサリー、アパレル製品などの商品製作販売を一貫して行う企業。

## ブランド

### MAYLA(マイラ）
MAYLA（マイラ）は、株式会社Dolls（ドールズ）が展開するブランド。
「体温が2℃あがる」をコンセプトに、シューズを中心とした、アクセサリー、アパレル製品などの商品をECサイトで販売。